# Rostutfällning
Rostutfällning är utfällning av järn(III)oxider i mark och vatten. Rostutfällningar kan bildas när tvåvärt järn (Fe2+), som är lättlösligt i vatten, oxideras till trevärt järn (Fe3+), som är svårlösligt i vatten och därför fälls ut.
Först bildas en gulaktig geléartad eller porös utfällning vanligen bestående av ferrihydrit. Den kemiska reaktionen kan skrivas enligt följande (här skrivs ferrihydrit förenklat som Fe(OH)3):
4Fe2+ + 10H2O + O2 {\displaystyle \rightarrow } 4Fe(OH)3 + 8H+.
Så småningom kan ferrihydriten omkristalliseras till goethit (α-FeOOH) enligt följande reaktion (detta kan dock ta tid, månader till år):
Fe(OH)3 {\displaystyle \rightarrow } α-FeOOH + H2O
Rostutfällningar är mycket vanliga en bit ner i marken, speciellt i närheten av grundvattenytan där förhållandena kan vara omväxlande oxiderande och reducerande.
Ett exempel när rostutfällningar kan ställa till problem är när järnrika jordar dräneras. Den först utbildade ferrihydriten ackumuleras i täckdikesrören, men den kan spolas bort. Om goethit hinner bildas hårdnar massan, och sedan kan hela täckdikessystemet behöva kasseras. Rostutfällningarna sätter alltså lätt igen både filtermaterialet och själva slitsarna på moderna täckdikesrör, som därmed förlorar sin funktion. Detta kan dock förhindras genom en kontrollerad dränering.